# Echeveria coccinea
Echeveria coccinea là một loài thực vật có hoa trong họ Crassulaceae. Loài này được (Cav.) DC. miêu tả khoa học đầu tiên năm 1828.